# جيمي جونستون (لاعب غولف)
جيمي جونستون (بالإنجليزية: Harrison R. Johnston)‏ هو لاعب غولف أمريكي، ولد في 31 أغسطس 1896 في سانت بول في الولايات المتحدة، وتوفي في 18 نوفمبر 1969 في مقاطعة بالم بيتش في الولايات المتحدة.